# Pogona
Genre
Pogona est un genre de sauriens de la famille des Agamidae.

## Répartition
Les huit espèces de ce genre sont endémiques d'Australie.

## Description
Ce sont des agames terrestres et diurnes, de taille moyenne, qui se nourrissent de végétaux et d'invertébrés. Ils peuvent vivre jusqu'à 8 ans, voire plus en captivité (10 ans). À l'âge adulte ils peuvent atteindre 50 cm, sachant que la queue fait la même taille que le corps. Ils aiment particulièrement la chaleur.
Ce reptile mange principalement des insectes de toutes sortes : des grillons, des blattes, des vers... Cette alimentation provient de son environnement aride avec peu de végétation, cela lui arrive de temps en temps de manger des fleurs.[réf. nécessaire]
A l'état naturel tout comme en captivité, ce poïkilotherme accumule la chaleur en se prélassant au soleil, ce qui lui permet d'acquérir de l'énergie afin de chasser et de résister aux nuits fraîches.

## Liste des espèces
Selon The Reptile Database (13 mai 2012) :
- Pogona barbata (Cuvier, 1829) - Dragon barbu de l'Est
- Pogona henrylawsoni (Wells & Wellington, 1985) - Dragon de Lawson
- Pogona microlepidota (Glauert, 1952) - Dragon de Kimberley
- Pogona minima (Loveridge, 1933)
- Pogona minor (Sternfeld, 1919)
- Pogona mitchelli (Badham, 1976)
- Pogona nullarbor (Badham, 1976) - Dragon à bande de Nullarbor
- Pogona vitticeps (Ahl, 1926) - Dragon barbu du centre, Dragon barbu du milieu, Agame barbu ou Dragon barbu

## Taxinomie
Les espèces Pogona mitchelli et Pogona minima sont parfois considérées comme sous-espèces de Pogona minor.

## En captivité
Le dragon barbu central est l'espèce la plus courante en captivité et l'un des reptiles de compagnie les plus populaires Certaines espèces plus petites, comme le Pogona henrylawsoni, sont utilisées comme substituts lorsque l'espace disponible est réduit,. 
En règle générale, le dragon barbu est un animal solitaire. Les mâles sont généralement gardés seuls car ils se battent avec d'autres mâles et se reproduisent avec les femelles. Les adultes en captivité atteignent environ 40-61 cm (16-24 in) de la tête à la queue, pèsent 290 à 600 g (10-20 oz) et vivent 10 à 15 ans[réf. souhaitée] ou plus avec de bons soins. On sait qu'ils vivent en captivité pendant environ 15 ans, et le record mondial actuel est de 18 ans.

### Problèmes de santé généraux
Bien que les dragons barbus soient assez résistants aux maladies, des soins inappropriés peuvent potentiellement tuer un dragon barbu. Parmi les problèmes de santé que peuvent rencontrer les dragons barbus, on peut citer la maladie métabolique des os, l'adénovirus, l'impaction, la polarisation, la dystocie, la maladie du champignon jaune et les parasites. 

### Éclairage
Les dragons barbus ont besoin de lumière ultraviolette pour assurer la synthèse de la vitamine D3 et prévenir des maladies telles que les maladies osseuses métaboliques. La vitamine D3 est essentielle à l'absorption du calcium, qui joue un rôle important dans une série de fonctions biologiques critiques. Les dragons barbus ont également besoin d'UVA pour stimuler l'alimentation, la reproduction, le bain et la santé en général. Ils ont également besoin d'une source de chaleur, le plus souvent lumineuse, pour créer une zone de combustion. La chaleur et la lumière ultraviolette sont indispensables aux fonctions biologiques des dragons barbus.

## Publication originale
- Storr, 1982 : Revision of the bearded dragons (Lacertilia: Agamidae) of Western Australia with notes on the dismemberment of the genus Amphibolurus. Records of the Western Australian Museum, vol. 10, no 2, p. 199-214 (texte intégral).